# Tunavallen

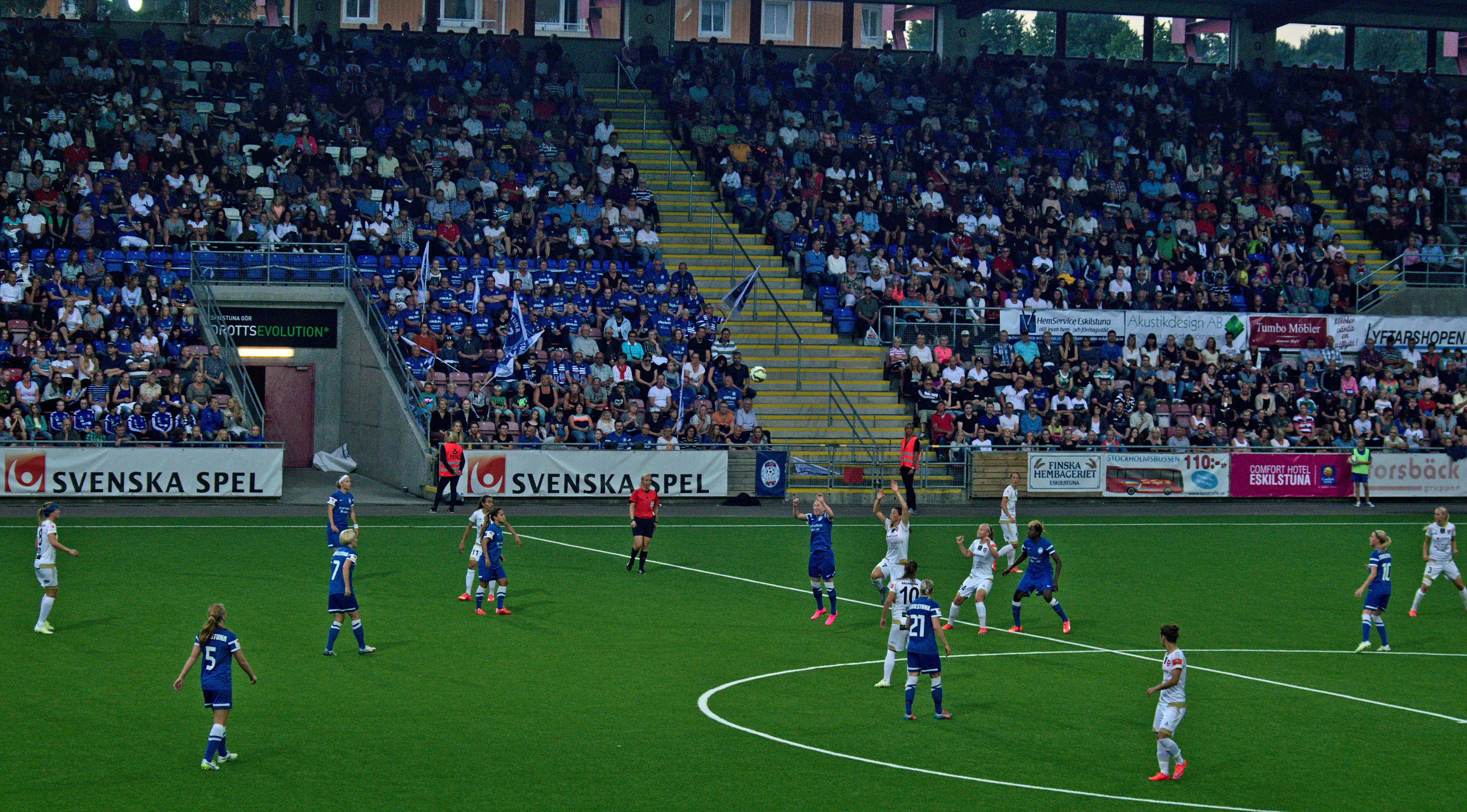
Match i Damallsvenskan år 2015.

Tunavallen är en fotbollsarena i Eskilstuna med konstgräs.

## Historik

### Den tidigare Tunavallen
Den ursprungliga Tunavallen byggdes 1923-1924. Publikkapaciteten var cirka 22 000 varav endast 874 var sittplatser under tak. Publikrekordet för "gamla Tunavallen" är 22 491, 1963 mellan IFK Eskilstuna och GAIS.
Gamla Tunavallen var en friidrottsarena, men den användes även till skridskolöpning och bandy, och stod värd för flera mästerskap i dessa sporter, såväl nationella som internationella.
Tunavallen var VM-arena under fotbolls-VM 1958.
Arenan började rivas den 27 augusti 2001.

### Den nyare Tunavallen
Nya Tunavallen byggdes på samma plats och invigdes den 2 augusti 2002. Den nya är mindre och används inte till friidrott och skridskosporter som den tidigare, utan är en renodlad fotbollsarena. I varje hörn står ett 17 våningar högt bostadshus vilka uppfördes etappvis senare. De byggdes med enstegstätade fasader, och har – liksom många andra sådana hus – haft stora problem med fuktskador och mögel. Efter en utdragen tvist inleddes renovering av fasaderna 2018 som väntas bli klart 2020.[uppföljning saknas] Det har även varit problem med vattenläckor de första åren.
Sedan augusti 2008 är arenan utrustad med konstgräs istället för gräs, vilket möjliggör året runt-spel på arenan för fotbollsklubbarna i staden. Underlaget var av typen Tarkett Prestige Evolution. Det planerades bytas ut 2014, ursprungligen i juli, men det blev förskjutet på grund av överklagad upphandling och utfördes istället i oktober. Det gamla konstgräset planerades användas på Skogsängens IP. Nu var underlaget av typen Saltex MTRX. Den nya sorten var billigare och har kritiserats för att innehålla gifter från återvunna däck.
Eskilstuna United satte nytt publikrekord på den nya arenan 2015. 6 312 åskådare mötte upp mot ett annat lag från Göteborg nämligen Kopparbergs/Göteborg i sista serieomgången i damallsvenskan i en avgörande kamp om SM-titeln med FC Rosengård. United lät bygga en extraläktare inför matchen för att rymma fler än 6 000 sittande.
I och med att dåvarande AFC United under 2016 hade fått klartecken från kommunen och bestämt sig för att flytta till Eskilstuna och sedermera även blev klara för allsvenskan nästa säsong, så ställdes högre krav på Tunavallen, som då var tvungen att rustas upp. Inför säsongen 2017 byggdes arenan delvis om och utrustades med bättre omklädningsrum, ny resultattavla, ny ståplatsläktare för bortalagssupportrar med plats för 900 personer, samt kameraövervakning.
2017 sattes nya publikrekord. Först 7 047 under en match mellan AFC Eskilstuna och AIK, sedan 7 500 under en match mellan AFC Eskilstuna och Djurgårdens IF, där 4 300 var tillresta Djurgårdssupportrar.
Frågan om eventuellt byte till armerat gräs, så kallat hybridgräs, diskuterades 2017 men avslogs på grund av kostnadsskäl.
I april 2018 aviserades höjda hyror för elitklubbarna.
Inför säsongen 2019 krävdes ytterligare förbättringar, fr a av VIP-utrymmen, då AFC Eskilstuna kvalat till allsvenskan en andra gång och kraven från SvFF höjts.
Den 2 april 2020 inleddes arbetet med ett nytt byte av konstgräs, vilket tog drygt 2 veckor. Fotbollsutövare hänvisades under tiden till Årby IP,[källa behövs] men AFC Eskilstuna valde att flytta till Orrliden i Skogstorp.

## Arenan
Tunavallen är hemmaarena för AFC Eskilstuna och Eskilstuna United. Den används också av Eskilstuna City, IFK Eskilstuna, samt Triangelns IKs damer, Syrianska Eskilstuna IF[källa behövs]
- Spelplanmått: 105 x 68 meter
- Sittplatser: 6 000
- Ståplatser: cirka 1 200
- Handikapplatser: 20
- Serveringar: 4 (under tornhusen)[30]
- Omklädningsrum: 4 (åtminstone före ombyggnaden 2017)[4][11][32]

Tidigare uppgick ståplatserna till 1800 och handikapplatserna till 30. Under en tid kring 2015-2016 uppgick ståplatserna till 0. Vid ombyggnaden 2017 uppgavs maxkapaciteten till 7500 utan att preciseras närmare. Senare under 2017 uppgavs att maxkapaciteten var 7200 trots att det sattes nytt publikrekord på 7500.